# Місток (річка)
Місток — річка в Україні, у Рівненському й Гощанському районах Рівненської області. Ліва притока Горині (басейн Дніпра).

## Опис
Довжина річки 17 км, похил річки — 3,2 м/км. Площа басейну 78,7 км².

## Розташування
Бере початок біля села Порозове. Тече переважно на південний схід через Посягву, Ясне, Новоставці, Бугрин і впадає у річку Горинь, праву притоку Прип'яті.
Притоки: Безіменна.